# ピアノのムシ
『ピアノのムシ』は、荒川三喜夫による日本の漫画。ピアノ調律師を題材としている。芳文社『週刊漫画TIMES』にて、2012年8月31日号から2018年6月8日号まで連載。
主人公は天才ピアノ調律師である蛭田敦士（ひるた あつし）。ピアノの調律を主にした物語が描かれる。『週刊漫画TIMES』2012年8月31日号（2012年8月17日発売）に、「オトノムシ」のタイトルで、読切作品の前編として掲載する。単行本の表紙には、If you want, it's born again.という副題を記載する。

## 登場人物
蛭田 敦士（ひるた あつし）
主人公。男性。巽ピアノ調律所の社員。傍若無人で口が悪く、へそ曲がりな性格であるため、接客は苦手というより最初からやる気が無い。ピアノに関することでは非常に博識だが、相手の不見識や心得違いを嫌味たっぷりに指摘する。そのため顧客と揉め事を起こすことが多い。 だが、ピアノ調律師としての技術は正しく天才で、その腕前は少なくない人間に認められている。
アマギピアノエキスパートスクールの総合成績第1位の卒業生であるが、そこでも問題を起こしたため、調律師としての資格を有しておらず、アマギに関わるピアノの調律には出入禁止となっている。アマギを辞めてから巽のところに来るまでの数年間は長らく謎だったが、9巻において単身ドイツに渡りエメリッヒ本社のピアノ工場で働いていたことが明らかとなる。もっとも、この時にもドイツにおける外国人就労法規を破っていたことが災いして国外退去、数年間の入国禁止処分を受けている。
プロレス観戦が趣味。
星野 小眞（ほしの こま）
女性。調律師。当初はピアノ調律専門学校を卒業(当初学習期間を2年間と予定していたものの、グランドピアノ の調律研修を行わないまま1年で閉校し、形だけの卒業証明書が送付された)したばかりの素人だったが、蛭田には及ばないものの、耳が良い事に加え、場数を踏む事で少しずつ腕を上げて行く。ギックリ腰で動けなくなった巽の代わりとして蛭田が出した募集に応募してきた。巽ピアノ調律所に研修生として雇われ、運転手も兼ねて蛭田と共に依頼主に赴く。蛭田の難儀な性格には辟易しつつも彼の作り出すピアノの音は好きだと認め、電気ピアノ まで手掛ける姿勢に「技術に底というものがないのだろうか」と思っている。
ピアノ調律師として自分の理想をもっているが、調律の際に行うクリーニングといった作業を「サービス業である以上、当然」と認識する客の無理解や、突発で行った仕事の成果を同業者に横取りされるなど苦労が多く、蛭田からは「この世に無償の厚意があると信じ他人の善意の裏を読まないバカ」と評されている（ただし、甘いというだけで全否定はしていない）。
環 佐奈（たまき さな）
女性。アマチュアピアニスト。芳友商事の会長の環喜一（たまき きいち）の孫娘。蛭田に対して興味を持っており、デートと引き換えにエメリッヒのドイツ本社フルコンGPを購入して貸し出しを行うなど、バックアップを行う。
巽（たつみ）
男性。調律師。巽ピアノ調律所の社長。非常に温厚な人物で難物な蛭田を雇いつつ、小眞にも順を追った指導をしている。
鏡 京二（かがみ きょうじ）
男性。ピアノ流通センターの社長。基本的にピアノは金儲けの手段と考えているタイプでトラブルも多く、蛭田とは腐れ縁。かつて一流のピアニストとして名を馳せた「原妙子」の息子だと言うが、蛭田からは「絶対“養子”だ」と言われるほど似ていない。
八島 健人（やしま けんと）
男性。アマギの営業技術部の主任調律師。一見すると人当たりの良いイケメンだが実際にはプライドが高い。技術はともかく人に好かれる要素がほとんどない蛭田を内心認められない。
蛭田とはアマギピアノエキスパートスクールの同期生。その時の総合成績は1年間ずっと2位（蛭田が1位）であった。
上田 文雄（うえだ ふみお）
男性。アマギの常務。
蛭田と八島がアマギピアノエキスパートスクールの卒業当時は、人事部部長であった。
新田 杏子（にった きょうこ）
女性。アマギで研修中の新人調律師。アマギピアノエキスパートスクールの首席だったそうだが、蛭田や八島と違って「金の音叉」は授与されていない。
工場研修に外部から参加した小眞に警戒心をもち、一方的にライバル認定するがアマギに移籍しなかったため空振りする。その後、自分から小眞に会いに来るが、聞かされた実務現場の話に退きつつも現場に同行して顧客のセクハラ防止に協力したりしている。
柏木るい（かしわぎ るい）
美輪小学生の男子。
蛭田の調律を期にピアノを購入しており、以後蛭田と付き合いがある。生ピアノに関しては先入観が全くない状態で蛭田の調律に触れた。将来ピアニストになるとかは考えておらず、ただピアノを弾くことを楽しんでいる。蛭田の性格が悪いところは承知していて後述の奏とは蛭田の悪口で意気投合しているが、本人も口はかなり悪い。
麻生 ゆり（あそう ゆり）
女性。ピアニスト。佐奈のピアノ教師。糸眼の笑い顔で、本人曰く「ポーカーフェイスが得意」。
槇村 奏（まきむら かなで）
女性。F県のピアニスト。吉野の妹。華のある容姿で自信家だが、演奏技術は伸び悩み気味。
吉野
女性。調律師。槇村奏の姉。妹と違って地味な容姿。奏の技術の限界を理解していたため、コンサートで弾くエメリッヒの能力を意図的にセーブしていた。
番場 仁成（ばんば ひとなり）
調律師団体「エメリッヒソサエティ」の代表。20年前、当時中学生だった蛭田に調律のいろはを仕込んだ人物。エメリッヒソサエティを作る以前から調律師として有望な人間をピアノメーカーに斡旋する仕事をしていた。

## 組織
アマギ
作中に登場するピアノメーカー。
調律師専門の部署はない。
蛭田と八島がアマギピアノエキスパートスクールを卒業した時は、社長に天城源三（あまぎ げんぞう）が就いていた。
アマギピアノエキスパートスクール
アマギによって運営されている調律師専門学校。頭文字を並べると「APES（エイプス=サル）」となる。最優秀と認められた卒業生には「金の音叉」が授与される。当初は純金製だったようだが、蛭田と八島が授与されたものはメッキになっていた。

エメリッヒピアノ
作中に登場するピアノメーカー。
ドイツの名門で世界最高峰とされる。1台1台手造りで、フレームを振動させることで美しいシナジーを響かせるとされる。フルコンサートピアノの名称はモデルE。
エメリッヒソサエティ
エメリッヒの日本代理店「エメリッヒジャパン」と契約した調律師団体。かなり高額な会員料を納めることで入会できる。
エメリッヒジャパンから購入されたピアノに関してはソサエティによる独占状態を維持しているが、日本国外で購入されたピアノに関してはその限りではない。仕事に関しては完全な実力主義で、仕事に対しての怠慢や不手際を起こした人間は容赦なく切り捨てている。

## 取材協力
単行本の巻末に記載があるもの。
- ピアノ調律復元技師 松田佑介
- ピアノメンテナンスサービス 調律師 萩原靖久
- 日本ピアノ調律・音楽学院 / 株式会社ウイスタリアピアノ製作所
- 株式会社イトーシンミュージック
- ナトリピアノ社 名取孝浩

## 書誌情報
- 荒川三喜夫 『ピアノのムシ』 芳文社 〈芳文社コミックス〉、全13巻
  1. 2013年10月16日発売[2]、ISBN 978-4-8322-3377-5
  2. 2013年11月16日発売[2]、ISBN 978-4-8322-3381-2
  3. 2014年4月16日発売[2]、ISBN 978-4-8322-3399-7
  4. 2014年9月16日発売[2]、ISBN 978-4-8322-3419-2
  5. 2015年3月16日発売[2]、ISBN 978-4-8322-3444-4
  6. 2015年8月17日発売[2]、ISBN 978-4-8322-3463-5
  7. 2015年12月16日発売[2]、ISBN 978-4-8322-3482-6
  8. 2016年5月16日発売[2]、ISBN 978-4-8322-3500-7
  9. 2016年11月16日発売[2]、ISBN 978-4-8322-3525-0
  10. 2017年5月16日発売[2]、ISBN 978-4-8322-3548-9
  11. 2017年11月16日発売[2]、ISBN 978-4-8322-3577-9
  12. 2018年3月16日発売[2]、ISBN 978-4-8322-3599-1
  13. 2018年8月9日発売[2]、ISBN 978-4-8322-3622-6